# Otto Heinrichs
Otto Georg August Theodor Adolf Heinrichs (* 31. August 1864 in Schotten; † 14. März 1932 in Darmstadt) war Kreisrat des Kreises Alsfeld im Großherzogtum Hessen.

## Familie
Seine Eltern waren der gleichnamige Pfarrer Otto Heinrichs (1824–1903) und Adelheid, geborene Krauss.
Otto Heinrichs (junior) heiratete 1894 Klara Babette Hildebrand (* 1870), Tochter des Brauereibesitzers Wilhelm Hildebrand.

## Karriere
Otto Heinrichs studierte Rechtswissenschaft, ein Studium, das er mit der Promotion zum Dr. jur. abschloss. Ab 1889 war er Regierungsassessor, unter anderem im Kreis Alzey, 1893 Amtmann beim Kreis Lauterbach, 1897 beim Kreis Worms und 1900 beim Kreis Gießen. 1902 wurde er zum Regierungsrat befördert. Ab 1904 arbeitete er in der Direktion der Provinz Rheinhessen und als zweiter Beamter des Kreisamts Mainz in Mainz. 1906 wurde er als Oberregierungsrat „Vortragender Rat“ im Ministerium des Innern und stellvertretendes ständiges Mitglied des Landesversicherungsamts im Nebenamt, Aufgaben, die er bis 1910 wahrnahm, als er zum Kreisrat des Kreises Alsfeld ernannt wurde. 1917 wurde er Kreisdirektor, wechselte aber noch im gleichen Jahr als Mitglied und „Geheimer Oberrechnungsrat“ in die Oberrechnungskammer, von wo aus er 1929 in den Ruhestand ging.

## Ehrungen
- 1907 Ritterkreuz I. Klasse des Verdienstordens Philipps des Großmütigen[1]
- 1916 Geheimer Regierungsrat[1]